# Rafa Gassent i Garcia
Rafa Gassent i Garcia (València, 1945) és un director de cinema i guionista, considerat «el summe sacerdot del cinema independent valencià». Amic de pensadors valencians com Enric Valor, Carles Salvador i Josep Vicent Marqués, Gassent va ser cap de vestuari de Canal 9 des de l'inici de l'emissora fins al 2000. El seu gust per l'attrezzo i els decorats ha quedat patent en les seues obres. Posseïdor d'una estètica trencadora, el cineasta ha anat configurant un estil propi al llarg de 20 pel·lícules, moltes desconegudes per al gran públic. El seu cinema planteja la necessitat d'alliberament, la ruptura de convencionalismes i l'eròtica gai i hetero en sofisticat desplegament.

## Filmografia
- La caída de Nerón (1963, curtmetratge)
- La reunión (1964, curtmetratge)
- Salomé (1970)
- Montaje paralelo (1971, migmetratge)
- The Sleeping Coast (1971)[4]
- A Labour of Love (1972, curtmetratge)
- Orson-Sade (1972, curtmetratge)
- Bram-Blood-Stoker (1972, curtmetratge)
- Guapeza valenciana (1976, migmetratge)
- Toda una vida (1976, curtmetratge)
- Trinquet trencat (1982, curtmetratge)
- Tras las huellas de Sonnica (1984, curtmetratge)
- Menjar i viure (1989, sèrie de 13 curtmetratges documentals per a Canal 9)
- Salomé: el rodaje, la aventura (1996, curtmetratge documental)
- L'orella d'un lladre (1998)[5]
- No sin el diablo Montparnasse (2011)
- Unes cames com les teues (2015)
- Crímenes ejemplares (2015)
- Salomé (2015, remuntatge)